# Antefiks

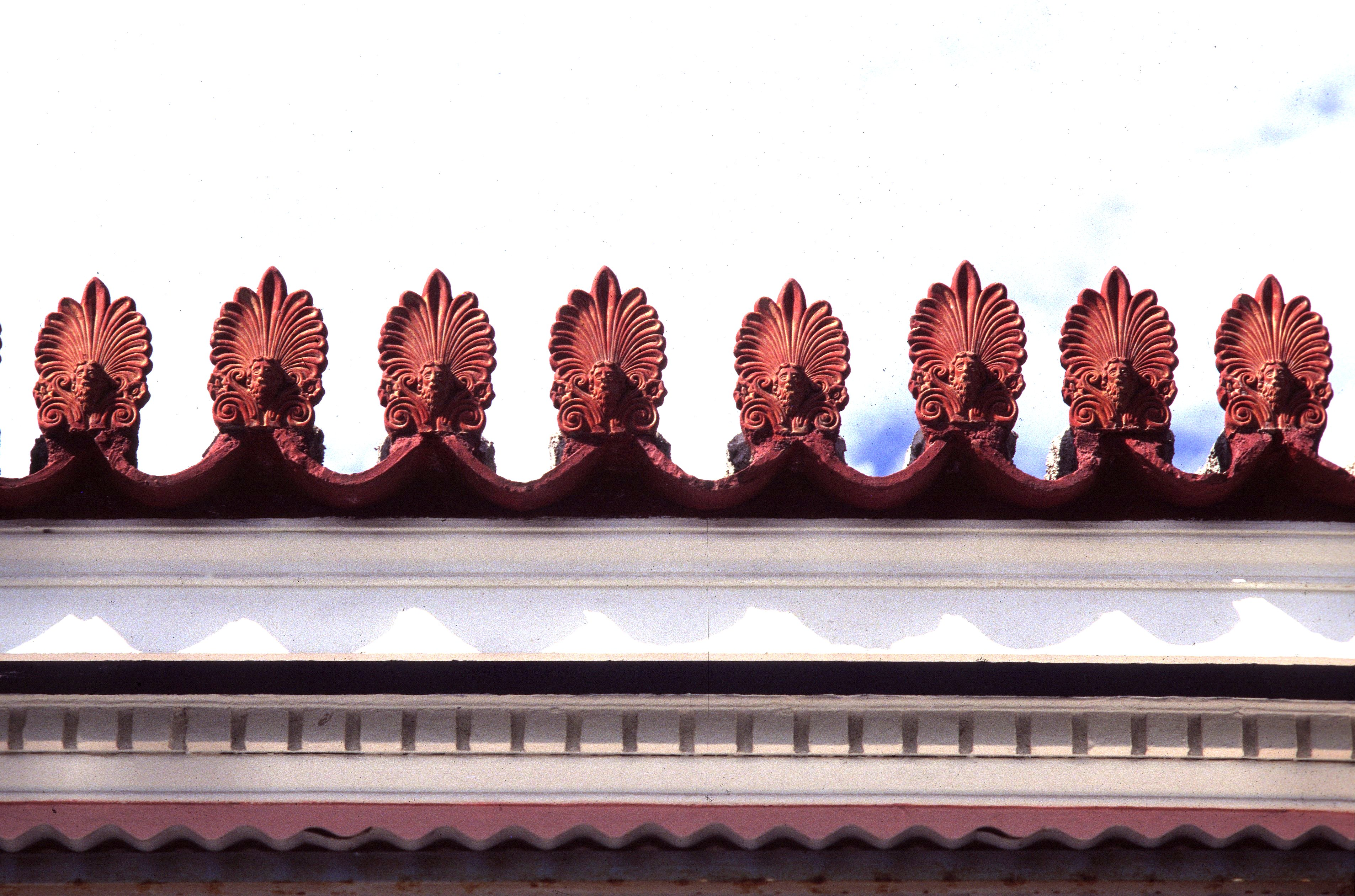
Antefiks

Antefiks – element dekoracyjny, charakterystyczny dla antycznej architektury greckiej i rzymskiej, w postaci płytki z kamienia lub częściej z terakoty, ozdobiony płaskorzeźbą w kształcie palmety, głowy ludzkiej lub zwierzęcej itp. Płytkę ustawiano na gzymsie, wzdłuż okapu, w celu zasłonięcia widoku na pokrycie dachu, zamiast simy.